# Huyn de Vernéville
De Nederlandse grafelijke familie Huyn van Amstenrade is uitgestorven in 1668. Ook buiten het grondgebied van het tegenwoordige Nederland hebben er grafelijke families Huyn geleefd. Mogelijk stammen deze oorspronkelijk uit de Belgische stad Hoei. De naam verwijst mogelijk naar deze plaats, in het Frans Huy, waar reeds in de tiende eeuw een vermoedelijke voorvader van de adellijke familie aanwezig was, namelijk de invloedrijke bisschop en latere heilige Ansfried, graaf van Hoei (comes ab Huy), die onder de heerschappij van de Ottonen een belangrijke politieke rol vervulde. Het is niet duidelijk of deze Ansfriedus Comes ab Huy een voorvader was van de latere familie Huyn van Amstenrade en Geleen, omdat de naam na Ansfriedus pas weer in de 13e eeuw opduikt in een bron in Lotharingen. Reeds vanaf de vroege 14e eeuw schijnt een tak van de familie in Lotharingen aanwezig zijn.

Volgens anderen echter vluchtten leden van een familie Huyn in verband met confessionele twisten in de 15e en 16e eeuw naar Frankrijk om zich in het Lotharingse gebied rond Metz te vestigen.

Een andere familietak ontstond doordat Jean Joseph Comte Huyn in het midden van de 17e eeuw van Lotharingen naar Hongarije vluchtte. Hij verkreeg een Hongaarse, en later een Oostenrijkse, adellijke titel. Hierdoor bestaat sinds de 17e eeuw een Lotharingse (inmiddels uitgestorven) en een Oostenrijkse (de tegenwoordige Italiaanse autonome provincie Zuid-Tirol) familietak van deze familie Huyn.

## Wapen
Het Franse wapen is een in vieren gedeeld wapenschild en stamt uit het laatste deel van de 17e eeuw.
Het is volkomen verschillend van wapen van de Nederlandse familie Huyn, hetgeen een mogelijke relatie tussen beide families weinig waarschijnlijk maakt.

### De Lotharingse familie Huyn de Vernéville
De Franse familie Huyn woonde in het gebied rond Metz. De familie behoorde hier tot de Lotharingse adel. In de 17e eeuw verkreeg de familie een landhuis bij Vernéville, zo’n 10 kilometer van Metz. Sindsdien draagt de familie de naam Comte Huyn de Vernéville.
Nicolaas I Huyn werd per 26 april 1547 tot graaf verheven. Zo verkreeg de familie de titel van panetier van Nicolaas van Vaudémont voor het graafschap Vaudémont. Ook de zoon van Nicolaas I Huyn, Claude I Comte Huyn, verkreeg de titel van panetier voor het graafschap Vaudémont. Claude I was tevens mede-regent voor de minderjarige Karel III van Lotharingen.
In de 19e eeuw was de familie grootgrondbezitter in de kolonie Indochina. Albert Luis Comte Huyn de Vernéville was van 16 mei 1889 tot 24 januari 1894 en van 4 augustus 1894 tot 14 mei 1897 koloniaal bestuurder (resident-superior) van Cambodja.

### Leden van de Franse familie
- Nicolas I Comte Huyn, panetier van het graafschap Vaudémont
- Claude I Comte Huyn, panetier van het graafschap Vaudémont
- Nicolas II Comte Huyn, panetier van het graafschap Vaudémont
- Claude II Comte Huyn, maître échevin in het graafschap Vaudémont
- Jean François Comte de Huyn, stamvader van de eerste Lotharingse familietak, heer van Hardancourt, ‘’maître échevin’’ in het graafschap Vaudémont
- Stephan Comte de Huyn
- Nicolas François Comte de Huyn, schildknaap, heer van Ville sur Madon, voorzitter van de stadsraad te Nancy.
- Jean Joseph Comte Huyn (1637 – 1719), later: Johann Josef graaf Huyn, Oostenrijkse / Hongaarse graaf vanaf 20 juni 1697

## De Oostenrijkse / Hongaarse familie
In het midden van de 17e eeuw, na een woordenwisseling met het Franse koningshuis, vluchtte Jean Joseph Comte de Huyn (later: Johann Josef graf Huyn). Door zijn verdiensten in de grote Turkse Oorlog en de vervulling van zijn militaire opdrachten in Hongarije werd hij benoemd tot k.k. (Kaiserlich-Königlich, keizerlijk-koninklijk) maarschalk-luitenant (later: k.k. veldmaarschalk) en op 20 juni 1697 in Wenen tot graaf verheven. Omdat Jean Joseph op dat moment stadscommandant was van de vestingstad Szigetvár, werd het stadswapen in het hartschild van het familiewapen opgenomen.

### Wapen van de Hongaarse en Oostenrijkse familie
Het wapen van de Hongaarse tak is een gespiegelde versie van het Franse wapen. De enige toevoeging is een rood hartschild, dat een zilveren poort bevat. Het in vieren gedeelde wapen is met een oude kroon van een graaf gekroond. Het hartschild beeldt een grijze burchtpoort uit met twee torens aan de zijkant elk met een zilveren dak en ramen en luiken als een zwarte valpoort. Op de twee torens bevindt zich een zilveren halve maan. Deze afbeelding stelt de burcht Szigeth voor, het is het stadswapen van de Hongaarse vestingstad Szigetvár. Het wapen verwijst naar de rol van Johann Josef Graf Huyn (voorheen: Jean Joseph Comte Huyn), van de Oostenrijkse familietak, die stadscommandant en generaal was tijdens de Grote Turkse Oorlog in de 17e eeuw.

### Leden van de Oostenrijkse / Hongaarse familie

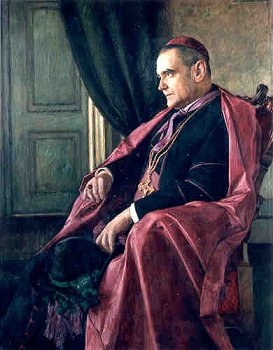
Paul graaf Huyn, Titular Patriarch (aartsbisschop van Alexandrië († 1946)

- Johann Josef graaf Huyn (1637 - 1719), voorheen: Jean Joseph Comte de Huyn, k.k. veldmaarschalk en lid van de krijgsraad, gouverneur van Gran, Szigetvár en Fünfkirchen
- Leopold Felix graaf Huyn (1691 - 1764), hoofdman in dienst van de keizer
- Heinrich Leopold Graaf Huyn (1723 - 1777), edelknaap bij een Lotharingse hertog te Nancy, k.k. hoofd wachtmeester
- Joseph Carl August graaf Huyn (1773 - 1836), k.k. hoofdman, hoofd bouw van het kustland Triëst

Johann-lijn (eerste familielijn)
- Johann Carl graaf Huyn (1812 - 1889), 1857 generaal-majoor, in de staf van veldmaarschalk Radetzky; 1865 veldmaarschalk-luitenant, 1871 hoofd van het militair materieel, k.k. financieel-beambte, gouverneur van Boedapest, lid van de Oostenrijkse Rijksraad voor nobelen (stamvader van de eerste familielijn)
- Ludwig graaf Huyn, k.u.k. (Kaiserlich und Königlich, keizerlijk en koninklijk) majoor, hield zich in Zuid-Tirol bezig met het fokken van paarden. In 1874 lukte het hem om een Haflinger te fokken. Het eerste paard van dit ras werd geboren in het Zuid-Tirolse plaatsje Sludenz.
- Rudolf graaf Huyn, regionaal hoofdman van Bregenz (van 1898 tot 1901)
- Karl Georg graaf Huyn (1857 - 1938), hoofd van het militair materieel, k.u.k. financieel-beambte, overste generaal, k.u.k. generaal-inspecteur van de cavalerie, laatste stadhouder in Galicië en Lodomerië, lid van het 12e regiment van Ulanen
- Otto Aloys graaf Huyn, k.u.k. financieel-beambte, generaal-majoor, commandant van het 15e Dragoner regiment
- Paul graaf Huyn (1868 - 1946), bisschop van Brünn, laatste Duitstalige vorst-aartsbisschop van Praag en Primas van Bohemen, Landvoogd van de soevereine Maltezer Orde
- Hans graaf Huyn (geboren 3 juli 1930), Duits politicus voor de Christlich-Soziale Union (CSU).

Hugo-lijn (tweede familielijn)
- Hugo Leopold Joseph graaf Huyn (1814 - 1868), k.u.k. financieel-beambte, rijksbeambte financiën voor keizer Ferdinand I van Oostenrijk (Hugo Leopold Joseph graaf Huyn was stamvader van de tweede familielijn)
- Vincenz graaf Huyn (1865 - 1933), k.u.k. financieel-beambte, regionaal hoofdman, ereridder van de Duitse Orde
- Ludwig Josef Georg graaf Huyn (1896 - 1946, gestorven aan de gevolgen van zijn gevangenschap in kamp Buchenwald)